# Oratorio della Beata Vergine della Cintura
L'oratorio della Beata Vergine della Cintura, noto anche come oratorio dell'Assunta od oratorio dell'Assunzione della Madonna, è un luogo di culto cattolico dalle forme barocche, situato in prossimità del piccolo centro di Iano, frazione di Calestano, in provincia e diocesi di Parma; è sussidiario della parrocchiale di San Pietro Apostolo di Fragno e fa parte della zona pastorale della Montagna.

## Storia
Il luogo di culto originario fu costruito in epoca medievale; la più antica testimonianza della sua esistenza risale al 1230, quando la cappella fu citata nel Capitulum seu Rotulus Decimarum della diocesi di Parma tra le dipendenze della pieve di Castrignano.
Nel 1630 l'oratorio fu ricostruito in semplici forme barocche da Pellegrino Coruzzi.
All'incirca tra il 1950 e il 1960 l'edificio fu sottoposto ad alcuni interventi di restauro.

## Descrizione

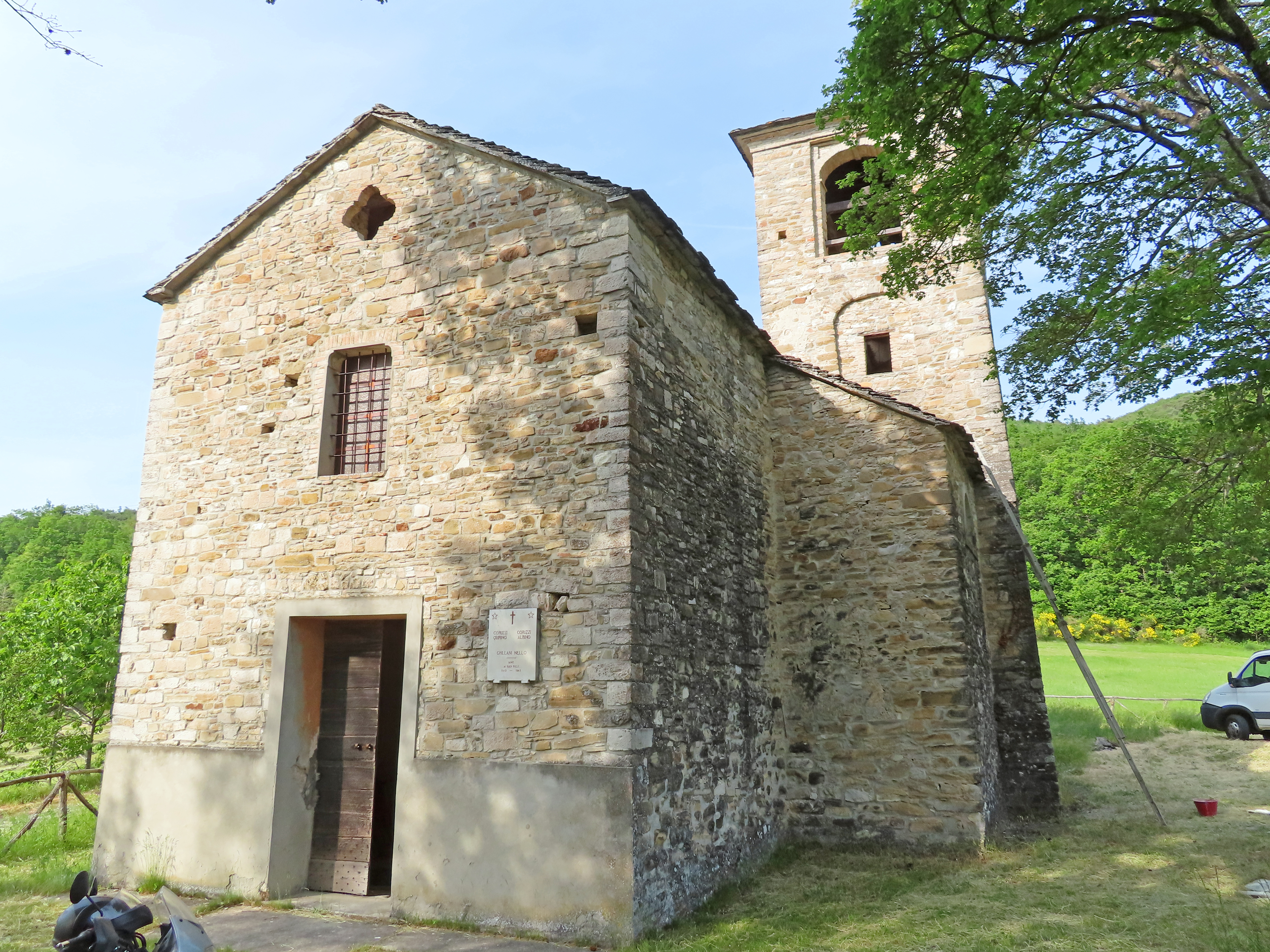
Facciata e lato sud

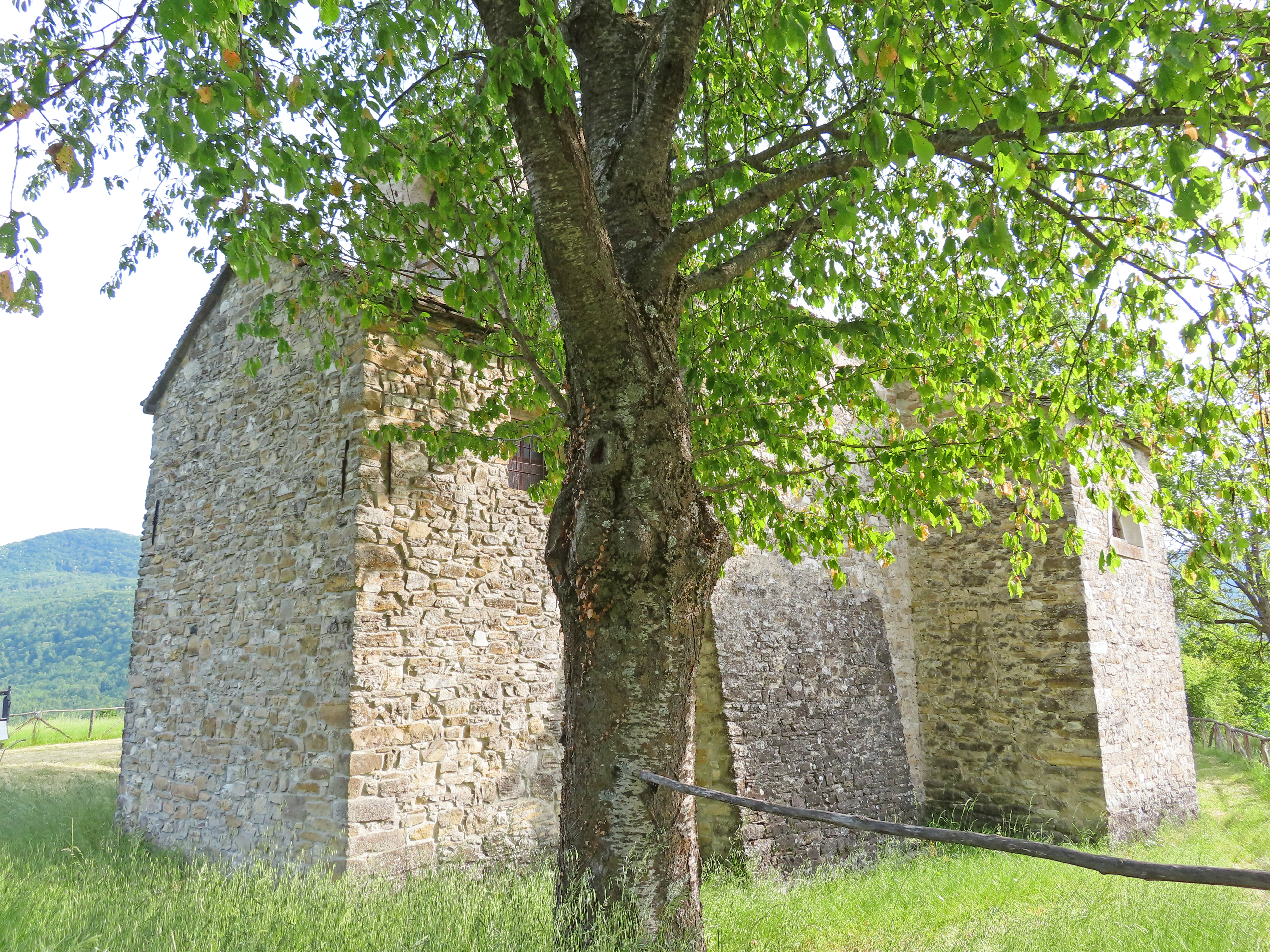
Retro e lato nord

Il piccolo oratorio si sviluppa su un impianto a navata unica, con ingresso a ovest e presbiterio a est.
La semplice e simmetrica facciata a capanna, interamente rivestita in blocchi di arenaria a maglia irregolare, è caratterizzata dalla presenza del portale d'ingresso centrale, delimitato da una cornice in pietra; più in alto si apre una finestra ad arco mistilineo, incorniciata in laterizio e sormontata da un oculo a croce greca.
Dai fianchi aggettano i volumi dei locali di servizio; al termine del lato destro si erge il piccolo campanile, con cella campanaria affacciata sulle quattro fronti attraverso monofore ad arco a tutto sesto inquadrate da specchiature.
All'interno la navata, coperta da una volta a botte lunettata dipinta, è affiancata da lesene a sostegno del cornicione perimetrale modanato.
Il presbiterio, lievemente sopraelevato, è preceduto dall'arco trionfale a tutto sesto, retto da paraste doriche; l'ambiente, chiuso superiormente da una volta a botte lunettata, accoglie l'altare maggiore ligneo a mensa, aggiunto all'incirca nel 1980.